# Getúlio Cavalcanti
Getúlio Cavalcanti (Itambé, 10 de fevereiro de 1942) é um compositor e saxofonista brasileiro. 
É conhecido autor de músicas carnavalescas, tendo sido premiado em diversos concursos.
Foi vice-prefeito de sua cidade natal, e também foi candidato a vereador de Olinda pelo PSC.